# Bartłomiej Majzel

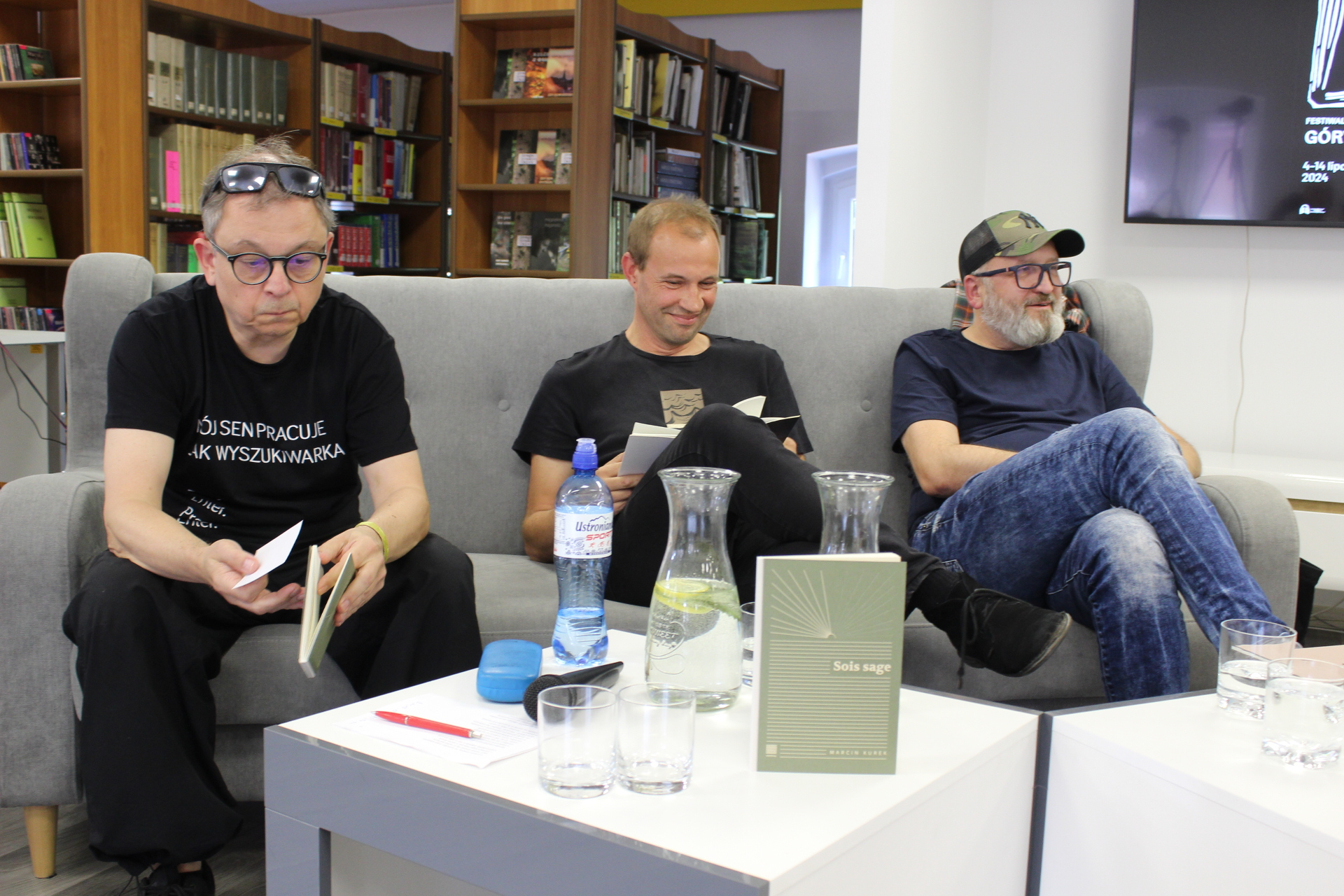
Marcin Kurek, Bartłomiej Majzel, Mariusz Grzebalski

Bartłomiej Majzel (ur. 7 października 1974 w Katowicach) – polski poeta, podróżnik, krytyk muzyczny.

## Życiorys
Debiutował w 1992 roku na łamach „Kuriera Zachodniego”. W 1993 roku ukończył II Liceum Ogólnokształcące im. Marii Konopnickiej w Katowicach. Współtwórca grupy poetyckiej Na Dziko (był także redaktorem pisma o takiej samej nazwie), przez krytykę literacką zaliczany do nurtu ośmielonej wyobraźni. Oprócz tego prowadził audycję muzyczną Karawana w katowickim Radiu eM. Przeszedł pieszo przez pustynię Gobi. Mieszka w Katowicach.

## Nagrody
- Nagroda Literacka Czterech Kolumn[1] za tom Bieg Zjazdowy (2003)[6]

## Twórczość
- Zabraknie nam krwi (1992, arkusz)
- Robaczywość, Instytut Wydawniczy Świadectwo, Bydgoszcz 1997[1][4]
- Bieg zjazdowy, Zielona Sowa, Kraków 2001[1]
- Biała Afryka[1], Biuro Literackie, Wrocław 2006
- Doba hotelowa, Biuro Literackie, Wrocław 2009
- Terror, Wydawnictwo Wojewódzkiej Biblioteki Publicznej i Centrum Animacji Kultury w Poznaniu, Poznań 2015[7]
- Nagonka, WBPiCAK, Poznań 2023[8]

Utwory Bartłomieja Majzla tłumaczono na języki: angielski, bułgarski, czeski, rosyjski, serbski, słowacki, słoweński, szwedzki, ukraiński.